# Gonnosfanadiga
Gonnosfanadiga  es un municipio de Italia de 6.993 habitantes en la provincia de Cerdeña del Sur, región de Cerdeña.

## Evolución demográfica
| Gráfica de evolución demográfica de Gonnosfanadiga entre 1861 y 2001 |
|                                                                      |
| Fuente ISTAT - Elaboración gráfica de Wikipedia                      |